# L'armonia perduta
L'armonia perduta è una raccolta di saggi di Raffaele La Capria pubblicato nel 1986, dedicati all'esame del problema di Napoli. Vincitore nello stesso anno 1986 del Premio Napoli.

## Genesi dell'opera

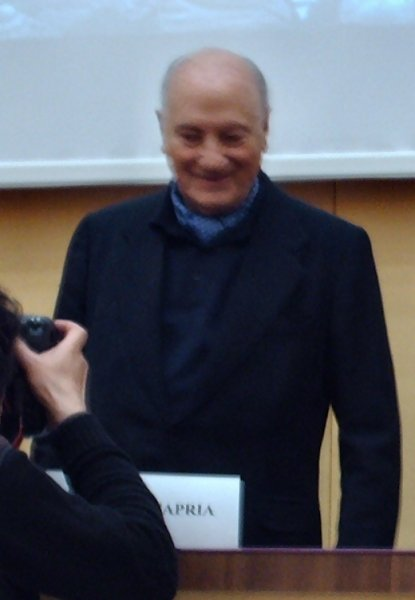
Raffaele La Capria

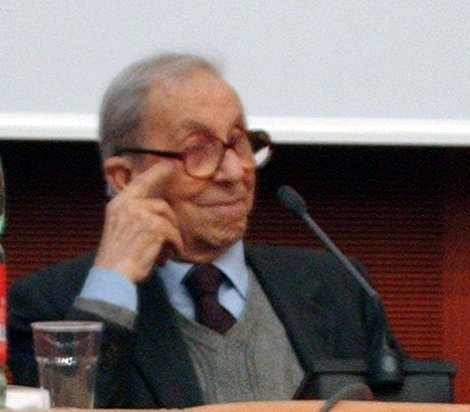
Antonio Ghirelli

L'opera è dedicata ad Antonio Ghirelli, il quale nell'ultimo capitolo della sua Storia di Napoli aveva definito la "napoletanità" come "un caso tipico di sopravvivenza delle strutture ideologiche alla liquidazione della struttura socio-economica che le aveva generate". La definizione aveva suscitato polemiche e discussioni che spinsero Ghirelli a promuovere un'inchiesta tra gli intellettuali napoletani o studiosi della storia di Napoli, per cercare di stabilire che cosa ciascuno di loro intendeva per "napoletanità". Ne venne fuori un ulteriore volume con le risposte ricevute, fra cui quella dello stesso La Capria.
Il volume è costituito da quattordici capitoli
- I - La storia interrotta
- II - L'armonia perduta
- III - Il flauto suadente del dialetto
- IV - L'ambiguo specchio della napoletanità
- V - Quelle tre anime dei napoletani
- VI - Descrizione di una bella giornata
- VII - Il mare non bagna Napoli?
- VIII - La paura della plebe
- IX - Dialetto e propaganda
- X - Lingua tosta e lingua molle
- XI - Il filo conduttore

Geografia personale
- XII - Quel mare che bagna Napoli
- XIII - La mia casa sul mare
- XIV - A chi la spedisco questa cartolina?

Note
La maggior parte dei quali erano apparsi sul quotidiano Corriere della Sera o su varie riviste in tempi e in occasioni diverse:
- Il capitolo I è apparso sul Corriere della Sera del 6 maggio 1985 col titolo "Il peccato originale della napoletanità"
- Il capitolo II è apparso sul Corriere della Sera del 27 febbraio 1982 col titolo "La mia Napoli"
- Il capitolo III è apparso sul Corriere della Sera del 21 aprile 1984 col titolo "Il flauto del dialetto per ammansire la plebe"
- Il capitolo IV è apparso sul Corriere della Sera del 13 giugno 1984 col titolo "L'ambiguo specchio della napoletanità"
- Il capitolo V è apparso sul Corriere della Sera del 14 agosto 1984 col titolo "Quelle tre anime dei napoletani"
- Il capitolo VI è apparso su Nuovi Argomenti di aprile-giugno 1982 col titolo "Descrizione di una bella giornata"
- Il capitolo VIII è apparso su Nuovi Argomenti di ottobre-dicembre 1985 col titolo "Napoli inquietante"
- Il capitolo XII è apparso su Il Mare del I trimestre 1982 col titolo "Il mio mare"
- Il capitolo  XIII è apparso su A.D. del 4 settembre 1981 col titolo "La casa, la vita: 'Napoli era in questo palazzo'"
- Il capitolo XIV è apparso su Week End del dicembre 1980 col titolo "Una cartolina dal Golfo"

Gli altri articoli erano tutti inediti.

## Contenuto

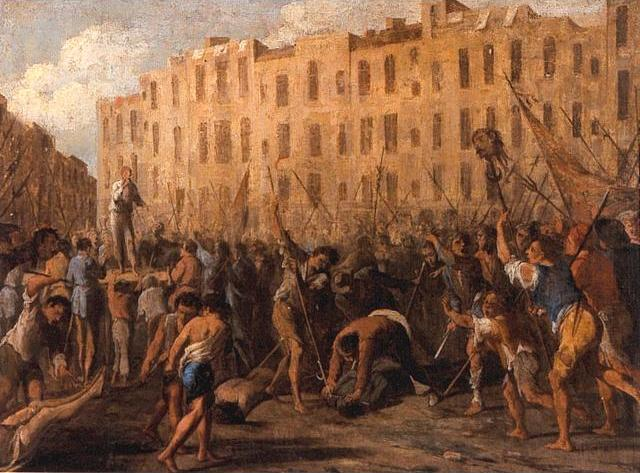
La violenza della plebe (Micco Spadaro, Uccisione di Don Giuseppe Carafa)

Nell'opera di Raffaele La Capria i diversi capitoli sono legati dall'esame del problema di Napoli, una città «dove la storia si è arrestata, è rimasta irrealizzata [...] Il blocco non riguarda soltanto la storia degli eventi, ma proprio il processo di crescita; riguarda la lingua, che rimane fissata a modi di pensare, parole, strutture, non più adeguate; riguarda la visione del mondo, il sentimento della vita, che si chiudono nell'autocontemplazione così tipica di quei luoghi dove tutto è già accaduto, e da cui tutto sembra ormai accadere sempre altrove». Il «punto a partire dal quale tutto si è guastato» fu, nel 1799, la fine della repubblica napoletana quando «le orde della Santa Fede avanzarono come i mongoli, Ruffo come il flagello di Dio, e devastarono massacrarono distrussero»: «considerando la plebe non un problema sociale risolvibile ma un dramma antico e insolubile, la piccola borghesia cercò di ammansirla come Orfeo ammansiva le fiere, suonando in un modo tutto suo il flauto suadente del vernacolo». Da qui l'invenzione della "napoletanità", ad opera della piccola borghesia che ha tentato di civilizzare la plebe, nell'intento di evitare il ripetersi di simili rivolte. «Il filo conduttore che lega i temi toccati nei vari capitoli di questo libro, è una ipotesi sull'origine e il modo di formarsi della "napoletanità"», «l'omologazione di segno piccolo-borghese» che si risolve in «una recita sublime, a volte, ma anche, a volte, stucchevole, grottesca e scadente». Perfino «il dialetto così usato e manipolato, affinato a questi fini, fatto per circuire una plebe temuta, s'addolcì e acquistò una tonalità che aveva perduto tutte le asprezze, ma anche la forza, del dialetto originario della plebe».

## Edizioni

### In lingua italiana
- Raffaele La Capria, L'armonia perduta, Collezione Coll. Varia di letteratura, Milano: A. Mondadori, 1986
- Raffaele La Capria, L'armonia perduta; introduzione di Enzo Golino, Coll. Oscar narrativa n. 1049, Milano: A. Mondadori, 1990, ISBN 88-04-33397-9
- Raffaele La Capria, L'armonia perduta: una fantasia sulla storia di Napoli; introduzione di Silvio Perrella, Coll. Piccola biblioteca La scala, Milano: Rizzoli, 1999, ISBN 88-17-86097-2
- Raffaele La Capria, «L'armonia perduta». In:  Raffaele La Capria, Opere; a cura e con un saggio introduttivo di Silvio Perrella, Coll. I Meridiani, Milano: A. Mondadori, 2003, pp. 631-767, ISBN 88-04-51361-6
- Raffaele La Capria, Napoli (contiene: «Napolitan graffiti», «L'armonia perduta», «L'occhio di Napoli»), Coll. Oscar grandi classici, Milano: Mondadori, ISBN 8804585250, ISBN 978-8804585251

### In altre lingue
- Raffaele La Capria, L'harmonie perdue: fantaisie sur l'histoire de Naples; traduit de l'italien par Jean-Marc Mandosio; préface de Vincent d'Orlando, Paris: L'inventaire, 2001, ISBN 29-10-49033-5